# Biograf Caféen
Biograf Caféen er en biograf i Vordingborg på Sydsjælland. Den er grundlagt i 1942 under navnet Kino.
Den har gennemgået flere ombygninger. I 1987 overtog ejerne af Bio Stege biografen og gav den sit nuværende navn.
Den har været i privateje siden 2000, hvor den har været drevet af Lone Delauran.